# 文化灭绝

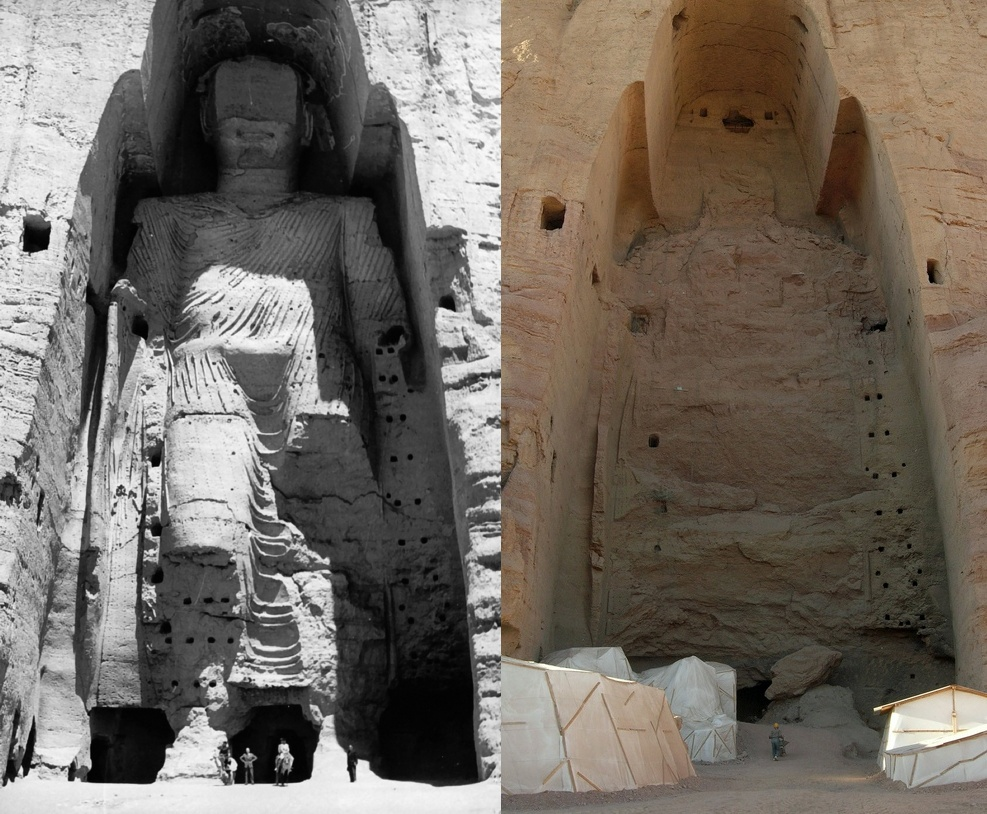
塔利班破壞巴米揚大佛前後對照，此破壞行為被稱為文化灭绝

文化灭绝（英語：cultural genocide）由律師拉斐爾·萊姆金於1933年提出做為種族滅絕概念的成份之一。此概念在1994年有納入聯合國原住民人民權利宣言草案，緊跟著族群滅絕（英語：ethnocide）一詞之後，但2007年最終稿考量時並未納入，而僅以種族滅絕（英語：genocide）代之。
有時「种族文化灭绝」一詞用來取代「文化灭绝」，然而這用法混淆了族群（英語：ethnicity）與文化的不同概念。

## 詞源
1948年防止及懲治危害種族罪公約（英語：Convention on the Prevention and Punishment of the Crime of Genocide）的起草者曾考慮過使用此詞，但最後並沒有使用。比較被廣為使用的是種族滅絕（英語：genocide）法律定義並未明文詳訂，但指的是「指蓄意全部或局部消灭某一民族、人种、种族或宗教团体」
1994年的聯合國原住民人民權利宣言草案採用了「文化灭绝」一詞，但未明確定義；相關「文化灭绝」的內容如下：

原住民集體和個人權利不受種族文化滅絕及文化滅絕的迫害，包括防止和糾正以下事項：
（a）任何旨在或实际上破坏他们作为独特民族的完整性，或剥夺其文化价值或族裔特性的行动；
（b）任何旨在或实际上剥夺他们土地、领土或资源的行动；
（c）任何形式的旨在或实际上侵犯或损害他们权利的强制性人口迁移；
（d）任何形式的强行同化或融合，及強加給他們的立法，行政或其他措施；
（e）任何形式的針對他們的反對式宣傳。

文化滅絕一詞最終未在2007年的聯合國原住民人民權利宣言通過的決案中出現，雖內容和草案大致一致：

第 8 条
1. 土著人民和个人享有不被强行同化或其文化被毁灭的权利。
2. 各国应提供有效机制，以防止和纠正：
（a）任何旨在或实际上破坏他们作为独特民族的完整性，或剥夺其文化价值或族裔特性的行动；
（b）任何旨在或实际上剥夺他们土地、领土或资源的行动；
（c）任何形式的旨在或实际上侵犯或损害他们权利的强制性人口迁移；
（d）任何形式的强行同化或融合；
（e）任何形式的旨在鼓动或煽动对他们实行种族或族裔歧视的宣传。

## 學術及政策相關使用

### 使用及誤用
有時「种族文化灭绝」一詞用來取代「文化灭绝」，然而這用法混淆了族群（英語：ethnicity）與文化的不同概念。舉例來說，塔利班藉口以伊斯蘭教義破壞巴米揚大佛的行為，被世界各地的伊斯蘭領袖稱為是對人類做出此「文化灭绝」的破壞行，而非侷限於特定种族。
雖然文化灭绝在學界和法律領域尚未有明確定義的共識，但仍在理解政府如何處置少數人群文化的語言、宗教、藝術、習俗等等文化元素的相關政策和治權上，和文化霸權、文化侵蚀、文化混雜和文化存活等有密切關係，或可說明如台灣原住民政策從同化到復興的轉換、日本北海道阿伊努人的政策、西巴布亚的紛爭解決、後殖民印度時期的文化霸權、及西藏流亡政府與中國政府的宣傳戰中對文化灭绝一詞的使用及誤用。
文化灭绝亦被用做種族清洗下的相關文化措施，如科索沃和梅托希亚遭受種族清洗時所受的文化灭绝手段。

### 文化灭绝與語言人權
語言學者E Hernández-Chávez主張美國歷史以來的語言政策是文化灭绝的歷史案例，特別在墨西哥移民是否能使用西班牙文的相關政策上，曾不重視語言人權，該狀況一直到1960年代民權運動後的強迫自由化的言語政策改革，表現在加州及新墨西哥州等開始有的雙語政策開始，才有些許改善。

### 文化灭绝與原住民
美國學者George E. Tinker主張美國早期移民史中，以傳教及傳福音的方式，亦造成對北美原住民的文化灭绝。
加拿大印地安人寄宿学校系统则是对北美原住民典型文化灭绝案例。
台灣原住民政策在台灣政治民主化後，從漢化或同化改換到原住民復興的相關政策；新興的法學及行政共識則引用並主張聯合國原住民權利宣言草案中的「原住民族有不遭受種族與文化滅絕的集體與個人權利」，認為這些權利是原住民族固有權利，國家政策無權侵犯。

### 中國及西藏流亡領袖間的宣傳戰
由於為維護西藏人民的歷史文化遺產所做和平非暴力的努力而獲得1989年諾貝爾和平獎的西藏流亡領袖第十四世達賴喇嘛及其他西藏流亡政府領袖，控訴中國政府實施的西藏政策造成了文化灭绝，認為青藏鐵路:248–、計劃生育等政策將或已導致西藏文化灭绝的後果，中國政府則反擊稱說由於西藏生態體系的脆弱，需要在人口上達成細膩的控制；儘管如此，部分學者認為文化灭绝一詞無法對中國政府的相關政策做出在學術上的分析。當達賴及其他流亡政治領袖控訴文化灭绝的政策，並要求文化自治時，中國官方則釋出官方白皮書，主張「文化灭绝」是「達賴集團」或散佈的謠言並提供「客觀事實」反證說明在西藏文化並沒有文化灭绝，是西方反中勢力和達賴共謀，將「文化灭绝」理論視為是要將比歐洲黑暗世紀還黑暗的封建農奴體制復辟的託詞；雙方互有來回形成國際宣傳戰:128–132。

### 中国共产党统治下的维吾尔族和蒙古族
據多國傳媒報導，中国的新疆再教育營中存在語言及文化清洗，报道称再教育营破坏了维吾尔族等民族的伊斯兰信仰，强迫他们唱红歌、吃猪肉、喝酒，拒绝照做的人会被罚禁食、坐老虎凳以及不让睡觉等。据报道，再教育营内还发生了強制分離孩童父母等行爲，一些妇女表示曾被迫接受绝育手术、否则就会被送到集中营。有学者形容其为“人口灭绝”或“种族灭绝”。
美國媒體洛杉磯時報和美國哈佛大學新清史學者Mark C. Elliott认为，习近平在2012年上任中共中央总书记后，开始摒棄以前蘇聯式的蘇聯本土化政策，改為走类似西方的民族大熔爐政策，尤其是美國式大熔爐，称之为“第二代民族政策”，以期解決中國的民族問題。